# SuperLiga României 2025-2026
Sezonul 2025-2026 al SuperLigii este cea de-a 108-a ediție a Campionatului de Fotbal al României, și a 88-a de la introducerea sistemului divizionar. Sezonul a început pe 11 iulie 2025 și este programat să se încheie în mai 2026, odată cu ultima etapă din play-off. FCSB este campioana en-titre.
Programul etapelor a fost publicat pe 25 iunie 2025. Acesta constă, la fel ca în sezoanele precedente, din 30 de etape în sezonul regular, urmate de zece etape pentru echipele calificate în play-off și nouă pentru cele din play-out. Pauza de iarnă va fi de două săptămâni, după ultimul meci din etapa 21, stabilită în perioada 20-21 decembrie 2025. Sezonul regular este programat sa se încheie pe 7 martie 2026. Play-off-ul și play-out-ul încep în weekend-ul 14-15 martie 2026, iar play-out-ul se va încheia în 16-17 mai 2026 în timp ce play-off-ul o săptămână mai târziu.
Așa numita regulă „5+6”, introdusă de Federația Română de Fotbal în sezonul precedent, a fost modificată pentru acest an. Astfel, echipele din SuperLigă sunt obligate să aibă tot timpul pe teren minimum cinci jucători formați la nivel național, eligibili pentru echipele naționale ale României, în cel puțin 75% din totalul meciurilor (30 de meciuri). Echipele care nu respectă această regulă vor fi sancționate financiar cu 150.000 de euro. Sumele astfel obținute vor fi împărțite în mod egal primelor cinci cluburi, în ordinea clasamentului final al sezonului competițional, care au respectat regula.

## Echipe

### Schimbări

#### Echipele promovate în SuperLigă
Prima echipă din sezonul 2024-2025 al Ligii a II-a care și-a asigurat matematic promovarea în SuperLigă este Csíkszereda Miercurea Ciuc, după ce principalele contracandidate, CSM Reșița și Metaloglobus București au remizat pe 25 aprilie 2025, într-un meci din cadrul etapei a VI-a a play-off-ului. Astfel, Ciucanii vor evolua pentru prima dată în istorie în primul eșalon al fotbalului românesc.
Al doilea club care a obținut promovarea directă a fost Argeș Pitești, după ce a obținut o victorie, 3-0, împotriva lui CSM Reșița în etapa a VIII-a a play-off-ului. FC Argeș, dublă campioană a României, va reveni pe prima scenă după doi ani de absență. Echipa a retrogradat la finalul sezonului 2022-2023 după ce a încheiat pe antepenultimul loc în clasament și a pierdut barajul de promovare/menținere în fața lui Dinamo București.
Al treilea club care a promovat în prima ligă a fost Metaloglobus București, după ce a câștigat cu 2-1 la general barajul de promovare/menținere împotriva echipei Politehnica Iași. Astfel, echipa Pantelimonului își va face debutul pe prima scenă a fotbalului românesc.

#### Echipele retrogradate înLiga a II-a
Primul club retrogradat matematic din prima divizie a fost Gloria Buzău, după o înfrângere, 0-1, împotriva echipei FCV Farul Constanța pe 4 mai 2025. Echipa a petrecut un singur sezon în primul eșalon.
În ultima etapă a play-out-ului sezonului precedent, trei echipe au luptat pentru evitarea retrogradării directe: FC Botoșani, Sepsi Sfântu Gheorghe și Unirea Slobozia. Sepsi și Slobozia au avut chiar meci direct, la finalul căruia echipa ialomițeană s-a impus cu scorul de 2-1 și s-a salvat de la retrogradare, trimițând-o pe echipa din Sfântu Gheorghe pe penultimul loc din clasament. Astfel, după opt sezoane consecutive petrecute în prima ligă, covăsnenii au retrogradat direct în Liga a II-a.
În barajul de promovare/menținere, Politehnica Iași a fost învinsă cu scorul de 1-2 la general de către Metaloglobus București și a retrogradat din prima ligă după două sezoane consecutive de prezență.

### Stadioane
| FCSB                           | CSU Craiova | Universitatea Cluj | CFR Cluj                   |
| ------------------------------ | --- | --- | -------------------------- |
| Arena Națională                | Ion Oblemenco | Cluj Arena | Dr. Constantin Rădulescu   |
| Capacitate: 55.634             | Capacitate: 30.983 | Capacitate: 30.201 | Capacitate: 17.408         |
|                                | | |                            |
| Petrolul Ploiești              | Rapid București | Oțelul Galați | Hermannstadt               |
| Ilie Oană                      | Superbet Arena Giulești | Oțelul | Municipal Sibiu            |
| Capacitate: 15.073             | Capacitate: 14.047 | Capacitate: 13.500 | Capacitate: 13.014         |
|                                | | |                            |
| UTA Arad                       | BucureștiArgeșBotoșaniUniv. CraiovaCFR ClujCsíkszeredaU ClujOțelulPetrolulUTA AradFarulHermannstadtSloboziaEchipele din București: · Dinamo · FCSB · Metaloglobus · RapidSuperLiga României 2025-2026 (România) FCSBRapidDinamoMetaloglobus Locațiile echipelor din București. | BucureștiArgeșBotoșaniUniv. CraiovaCFR ClujCsíkszeredaU ClujOțelulPetrolulUTA AradFarulHermannstadtSloboziaEchipele din București: · Dinamo · FCSB · Metaloglobus · RapidSuperLiga României 2025-2026 (România) FCSBRapidDinamoMetaloglobus Locațiile echipelor din București. | Argeș Pitești              |
| Francisc Neuman                | BucureștiArgeșBotoșaniUniv. CraiovaCFR ClujCsíkszeredaU ClujOțelulPetrolulUTA AradFarulHermannstadtSloboziaEchipele din București: · Dinamo · FCSB · Metaloglobus · RapidSuperLiga României 2025-2026 (România) FCSBRapidDinamoMetaloglobus Locațiile echipelor din București. | BucureștiArgeșBotoșaniUniv. CraiovaCFR ClujCsíkszeredaU ClujOțelulPetrolulUTA AradFarulHermannstadtSloboziaEchipele din București: · Dinamo · FCSB · Metaloglobus · RapidSuperLiga României 2025-2026 (România) FCSBRapidDinamoMetaloglobus Locațiile echipelor din București. | Orășenesc (Mioveni)        |
| Capacitate: 11.500             | BucureștiArgeșBotoșaniUniv. CraiovaCFR ClujCsíkszeredaU ClujOțelulPetrolulUTA AradFarulHermannstadtSloboziaEchipele din București: · Dinamo · FCSB · Metaloglobus · RapidSuperLiga României 2025-2026 (România) FCSBRapidDinamoMetaloglobus Locațiile echipelor din București. | BucureștiArgeșBotoșaniUniv. CraiovaCFR ClujCsíkszeredaU ClujOțelulPetrolulUTA AradFarulHermannstadtSloboziaEchipele din București: · Dinamo · FCSB · Metaloglobus · RapidSuperLiga României 2025-2026 (România) FCSBRapidDinamoMetaloglobus Locațiile echipelor din București. | Capacitate: 10.000         |
|                                | BucureștiArgeșBotoșaniUniv. CraiovaCFR ClujCsíkszeredaU ClujOțelulPetrolulUTA AradFarulHermannstadtSloboziaEchipele din București: · Dinamo · FCSB · Metaloglobus · RapidSuperLiga României 2025-2026 (România) FCSBRapidDinamoMetaloglobus Locațiile echipelor din București. | BucureștiArgeșBotoșaniUniv. CraiovaCFR ClujCsíkszeredaU ClujOțelulPetrolulUTA AradFarulHermannstadtSloboziaEchipele din București: · Dinamo · FCSB · Metaloglobus · RapidSuperLiga României 2025-2026 (România) FCSBRapidDinamoMetaloglobus Locațiile echipelor din București. |                            |
| Dinamo București               | BucureștiArgeșBotoșaniUniv. CraiovaCFR ClujCsíkszeredaU ClujOțelulPetrolulUTA AradFarulHermannstadtSloboziaEchipele din București: · Dinamo · FCSB · Metaloglobus · RapidSuperLiga României 2025-2026 (România) FCSBRapidDinamoMetaloglobus Locațiile echipelor din București. | BucureștiArgeșBotoșaniUniv. CraiovaCFR ClujCsíkszeredaU ClujOțelulPetrolulUTA AradFarulHermannstadtSloboziaEchipele din București: · Dinamo · FCSB · Metaloglobus · RapidSuperLiga României 2025-2026 (România) FCSBRapidDinamoMetaloglobus Locațiile echipelor din București. | FC Botoșani                |
| Arcul de Triumf                | BucureștiArgeșBotoșaniUniv. CraiovaCFR ClujCsíkszeredaU ClujOțelulPetrolulUTA AradFarulHermannstadtSloboziaEchipele din București: · Dinamo · FCSB · Metaloglobus · RapidSuperLiga României 2025-2026 (România) FCSBRapidDinamoMetaloglobus Locațiile echipelor din București. | BucureștiArgeșBotoșaniUniv. CraiovaCFR ClujCsíkszeredaU ClujOțelulPetrolulUTA AradFarulHermannstadtSloboziaEchipele din București: · Dinamo · FCSB · Metaloglobus · RapidSuperLiga României 2025-2026 (România) FCSBRapidDinamoMetaloglobus Locațiile echipelor din București. | Municipal Botoșani         |
| Capacitate: 8.207              | BucureștiArgeșBotoșaniUniv. CraiovaCFR ClujCsíkszeredaU ClujOțelulPetrolulUTA AradFarulHermannstadtSloboziaEchipele din București: · Dinamo · FCSB · Metaloglobus · RapidSuperLiga României 2025-2026 (România) FCSBRapidDinamoMetaloglobus Locațiile echipelor din București. | BucureștiArgeșBotoșaniUniv. CraiovaCFR ClujCsíkszeredaU ClujOțelulPetrolulUTA AradFarulHermannstadtSloboziaEchipele din București: · Dinamo · FCSB · Metaloglobus · RapidSuperLiga României 2025-2026 (România) FCSBRapidDinamoMetaloglobus Locațiile echipelor din București. | Capacitate: 7.782          |
|                                | BucureștiArgeșBotoșaniUniv. CraiovaCFR ClujCsíkszeredaU ClujOțelulPetrolulUTA AradFarulHermannstadtSloboziaEchipele din București: · Dinamo · FCSB · Metaloglobus · RapidSuperLiga României 2025-2026 (România) FCSBRapidDinamoMetaloglobus Locațiile echipelor din București. | BucureștiArgeșBotoșaniUniv. CraiovaCFR ClujCsíkszeredaU ClujOțelulPetrolulUTA AradFarulHermannstadtSloboziaEchipele din București: · Dinamo · FCSB · Metaloglobus · RapidSuperLiga României 2025-2026 (România) FCSBRapidDinamoMetaloglobus Locațiile echipelor din București. |                            |
| Farul Constanța                | Metaloglobus București | Unirea Slobozia | Csíkszereda Miercurea Ciuc |
| Central-Academia Gheorghe Hagi | Clinceni | Clinceni | Municipal Miercurea Ciuc   |
| Capacitate: 4.545              | Capacitate: 4.502 | Capacitate: 4.502 | Capacitate: 4.000          |
|                                | | |                            |

1. ↑  Argeș Pitești își dispută meciurile de pe teren propriu pe stadionul Orășenesc din Mioveni, deoarece Stadionul Nicolae Dobrin se află în reconstrucție.[13]
2. ↑  Dinamo București își dispută meciurile de pe teren propriu pe Stadionul Arcul de Triumf, deoarece Stadionul Dinamo se află în stare avansată de degradare.[14]
3. ↑  Farul Constanța își dispută meciurile de pe teren propriu pe Stadionul Central-Academia Gheorghe Hagi din Ovidiu, deoarece Stadionul Gheorghe Hagi se află în reconstrucție.[15][16]
4. ↑  Metaloglobus București își dispută meciurile de pe teren propriu pe stadionul Clinceni din Clinceni, deoarece stadionul Metaloglobus nu îndeplinește standardele minime pentru a găzdui meciuri de primă divizie.
5. ↑  Unirea Slobozia își dispută meciurile de pe teren propriu pe stadionul Clinceni din Clinceni, deoarece stadionul 1 Mai din Slobozia nu îndeplinește standardele minime pentru a găzdui meciuri de primă divizie.[17]

### Personal și statistici
Note:
- Datele statistice sunt bazate pe ceea indică forurile competente de conducere, LPF și UEFA.

| Echipă                 | Ultima prom. | Clasare 2024-25 | Antrenor (numire)                    | Căpitan            | Sez. în SuperLigă |
| ---------------------- | ------------ | --------------- | ------------------------------------ | ------------------ | ----------------- |
| FCSB                   | 1947         | 1               | Ilias Charalampous (martie 30, 2023) | Adrian Șut         | 77                |
| CFR Cluj               | 2004         | 2               | Dan Petrescu (aprilie 30, 2024)      | Mário Camora       | 30                |
| CSU Craiova            | 2014         | 3               | Mirel Rădoi (ianuarie 28, 2025)      | Nicușor Bancu      | 11                |
| Universitatea Cluj     | 2022         | 4               | Ovidiu Sabău (august 24, 2023)       | Alexandru Chipciu  | 59                |
| Rapid București        | 2021         | 5               | Constantin Gâlcă (iunie 3, 2025)     | Christopher Braun  | 70                |
| Dinamo București       | 2023         | 6               | Željko Kopić (decembrie 1, 2023)     | Cătălin Cîrjan     | 75                |
| Hermannstadt           | 2022         | 7               | Marius Măldărășanu (iunie 21, 2021)  | Ionuț Stoica       | 6                 |
| Oțelul Galați          | 2023         | 8               | László Balint (martie 19, 2025)      | João Lameira       | 29                |
| Petrolul Ploiești      | 2022         | 9               | Liviu Ciobotariu (iunie 3, 2025)     | Valentin Țicu      | 61                |
| UTA Arad               | 2020         | 10              | Adrian Mihalcea (iunie 5, 2025)      | Alexandru Benga    | 43                |
| FCV Farul Constanța    | 2012         | 11              | Ianis Zicu (iunie 3, 2025)           | Ionuț Larie        | 13                |
| Botoșani               | 2013         | 12              | Leo Grozavu (ianuarie 7, 2025)       | Andrei Miron       | 12                |
| Unirea Slobozia        | 2024         | 14              | Andrei Prepeliță (iunie 7, 2025)     | Alexandru Dinu     | 1                 |
| Argeș Pitești          | 2025         | 1 (L2)          | Bogdan Andone (septembrie 23, 2024)  | Marius Briceag     | 47                |
| Csíkszereda            | 2025         | 3 (L2)          | Robert Ilyeș (martie 19, 2023)       | Peter Gal-Andrezly | 0                 |
| Metaloglobus București | 2025         | 5 (L2)          | Mihai Teja (iunie 14, 2025)          | Georgian Honciu    | 0                 |

Legendă culori:
     FCSB și CFR Cluj vor participa în al treilea tur de calificare al Europa League 2025-2026, FCSB trecând anterior și prin al doilea tur de calificare al Ligii Campionilor 2025-2026.
     Universitatea Craiova va participa în al treilea tur de calificare al Conference League 2025-2026.
     Universitatea Cluj a participat în al doilea tur de calificare al Conference League 2025-2026.
     Promovată din Liga a II-a 2024-2025

#### Schimbări de antrenor
| Club                   | Antrenor        | Motivul plecării       | Data plecării | Durata mandatului            | Înlocuit cu      | Data numirii  |
| ---------------------- | --------------- | ---------------------- | ------------- | ---------------------------- | ---------------- | ------------- |
| UTA Arad               | Mircea Rednic   | Comun acord            | 18 mai 2025   | 2 ani și 23 de zile          | Adrian Mihalcea  | 5 iunie 2025  |
| Petrolul Ploiești      | Mehmet Topal    | Comun acord            | 23 mai 2025   | 2 luni și 4 zile             | Liviu Ciobotariu | 3 iunie 2025  |
| Metaloglobus București | Ianis Zicu      | Sfârșitul contractului | 2 iunie 2025  | un an, 8 luni și 22 de zile  | Mihai Teja       | 14 iunie 2025 |
| Farul Constanța        | Gheorghe Hagi   | Comun acord            | 2 iunie 2025  | 3 ani, 11 luni și 12 zile    | Ianis Zicu       | 3 iunie 2025  |
| Unirea Slobozia        | Adrian Mihalcea | Sfârșitul contractului | 4 iunie 2025  | un an, 11 luni și 26 de zile | Andrei Prepeliță | 7 iunie 2025  |

## Sezonul regular
În sezonul regular, cele 16 echipe se vor întâlni de două ori, într-un total de 30 de meciuri pe echipă; partea de sus, primele șase, vor avansa în play-off-ul pentru câștigarea titlului și, partea de jos, restul de 10, vor intra în play-out-ul pentru evitarea retrogradării.

### Meciurile sezonului regular
| Oaspeți ► Gazde ▼                          | UTA | MET | FCS | OTE | BOT | CSI    | CFR    | ARG    | RAP    | USZ    | DIN    | FAR    | PET    | HER | UCJ | UCV |
| ------------------------------------------ | --- | --- | --- | --- | --- | ------ | ------ | ------ | ------ | ------ | ------ | ------ | ------ | --- | --- | --- |
| UTA Arad                                   | —   |     |     |     |     |        |        |        |        | 22 aug |        | 2–1    |        | 1–0 |     | 3–3 |
| Metaloglobus București                     |     | —   |     |     |     |        |        |        | 22 aug |        | 0–1    |        | 0–3    |     | 1–4 |     |
| FCSB                                       |     |     | —   |     |     |        |        | 24 aug | a      | 0–1    | a      | 1–2    |        | 1–1 |     |     |
| Oțelul Galați                              |     |     |     | —   |     |        | 24 aug |        | 1–1    |        | 2–1    |        | 0–0    |     |     |     |
| Botoșani                                   |     |     |     |     | —   | 23 aug |        | 3–1    |        | 4–0    |        | 1–1    |        |     |     |     |
| Csíkszereda                                |     |     |     |     |     | —      | 16 oct |        | 0–2    |        | 2–2    |        |        |     |     | 1–2 |
| CFR Cluj                                   |     |     |     |     | 3–3 |        | —      | 0–2    |        | 2–1    |        |        |        |     | a   | 2–3 |
| Argeș Pitești                              |     |     |     | 2–0 |     | 3–1    |        | —      | 0–2    |        |        |        |        |     |     |     |
| Rapid București                            |     |     | 2–2 |     | 2–1 |        | 1–1    |        | —      |        | a      |        | a      |     |     |     |
| Unirea Slobozia                            |     | 2–1 |     | 0–0 |     | 6–1    |        |        |        | —      |        |        |        |     |     |     |
| Dinamo București                           | 1–1 |     | 4–3 |     | 0–0 |        |        |        | a      |        | —      |        |        |     |     |     |
| FCV Farul Constanța                        |     | 2–1 |     | 3–2 |     |        |        |        |        |        |        | —      |        |     | 0–1 |     |
| Petrolul Ploiești                          | 1–2 |     | 0–1 |     |     |        |        |        | a      |        |        |        | —      | 1–1 |     |     |
| Hermannstadt                               |     | 2–2 |     |     |     |        |        |        |        |        |        | 25 aug |        | —   | 2–2 |     |
| Universitatea Cluj                         | 1–1 |     |     |     |     |        | a      |        |        |        | 23 aug |        | 1–1    |     | —   |     |
| CSU Craiova                                |     |     |     |     |     |        |        | 3–1    |        |        |        |        | 24 aug | 1–0 | 2–1 | —   |
| Câștigă gazdele; Remiză; Câștigă oaspeții. |     |     |     |     |     |        |        |        |        |        |        |        |        |     |     |     |

### Clasamentul sezonului regular
| Loc | Echipă                 | Pct. | MJ | V | E | Î | GM | GP | DG  | Calificare |
| --- | ---------------------- | ---- | -- | - | - | - | -- | -- | --- | ---------- |
| 1.  | CSU Craiova            | 16   | 6  | 5 | 1 | 0 | 14 | 7  | +7  | Play-off   |
| 2.  | Rapid București        | 12   | 6  | 3 | 3 | 0 | 10 | 5  | +5  | Play-off   |
| 3.  | UTA Arad               | 12   | 6  | 3 | 3 | 0 | 10 | 7  | +3  | Play-off   |
| 4.  | FCV Farul Constanța    | 10   | 6  | 3 | 1 | 2 | 9  | 8  | +1  | Play-off   |
| 5.  | Unirea Slobozia        | 10   | 6  | 3 | 1 | 2 | 10 | 8  | +2  | Play-off   |
| 6.  | Botoșani               | 9    | 6  | 2 | 3 | 1 | 12 | 7  | +5  | Play-off   |
| 7.  | Universitatea Cluj     | 9    | 6  | 2 | 3 | 1 | 10 | 8  | +2  | Play-out   |
| 8.  | Dinamo București       | 9    | 6  | 2 | 3 | 1 | 9  | 8  | +1  | Play-out   |
| 9.  | Argeș Pitești          | 9    | 6  | 3 | 0 | 3 | 9  | 9  | 0   | Play-out   |
| 10. | Petrolul Ploiești      | 6    | 6  | 1 | 3 | 2 | 6  | 5  | +1  | Play-out   |
| 11. | Oțelul Galați          | 6    | 6  | 1 | 3 | 2 | 5  | 7  | −2  | Play-out   |
| 12. | FCSB                   | 5    | 6  | 1 | 2 | 3 | 8  | 10 | −2  | Play-out   |
| 13. | CFR Cluj               | 5    | 5  | 1 | 2 | 2 | 8  | 10 | −2  | Play-out   |
| 14. | Hermannstadt           | 4    | 6  | 0 | 4 | 2 | 6  | 8  | −2  | Play-out   |
| 15. | Metaloglobus București | 1    | 6  | 0 | 1 | 5 | 5  | 14 | −9  | Play-out   |
| 16. | Csíkszereda            | 1    | 5  | 0 | 1 | 4 | 5  | 16 | −11 | Play-out   |

## Lider
- Notă: Această cronologie arată diferența de puncte dintre lider și locul 2 pe etape. Sursa:[28]

## Statistici
Toate datele statistice au fost actualizate la sfârșitul etapei a V-a, pe 11 august 2025.

### Cei mai buni marcatori
| Poz.   | Jucător        | Club | Goluri |
| ------ | -------------- | ---- | ------ |
| 1      | Florin Tănase  | FCSB | 4      |
| 2      | șapte jucători | 3    |        |
| Sursa: |                |      |        |

### Hat-trick-uri
| Jucător         | Pentru           | Împotriva        | Rezultat | Data          | Etapa |
| --------------- | ---------------- | ---------------- | -------- | ------------- | ----- |
| Danny Armstrong | Dinamo București | FCSB             | 4-3 (A)  | 2 august 2025 | 4     |
| Florin Tănase   | FCSB             | Dinamo București | 3-4 (D)  | 2 august 2025 | 4     |

### Cele mai multe pase decisive
| Poz.   | Jucător            | Club                  | Pase decisive |
| ------ | ------------------ | --------------------- | ------------- |
| 1      | Silviu Balaure     | Hermannstadt          | 3             |
| 1      | Caio Martins       | Argeș Pitești         | 3             |
| 1      | Lyes Houri         | Universitatea Craiova | 3             |
| 1      | Anzor Mekvabișvili | Universitatea Craiova | 3             |
| 5      | zece jucători      | 2                     |               |
| Sursa: |                    |                       |               |

### Disciplină

#### Jucător
- Cele mai multe cartonașe galbene: 3[32]
  -  Christ Kouadio (Metaloglobus București)
  -  Vahid Selimovic (Hermannstadt)
- Cele mai multe cartonașe roșii: 1[33]
  - șase jucători

#### Club
- Cele mai multe cartonașe galbene: 16[34]
  - Argeș Pitești
- Cele mai puține cartonașe galbene: 3[34]
  - Csíkszereda
- Cele mai multe cartonașe roșii: 2[35]
  - Farul Constanța
- Cele mai puține cartonașe roșii: 0[35]
  - 11 cluburi

### Repere

#### Goluri
- Primul gol al sezonului:  Issouf Macalou pentru Universitatea Cluj împotriva Metaloglobus București (etapa I, 11 iulie 2025)[36]
- Primul autogol al sezonului:  Dorin Codrea (Universitatea Cluj) pentru Metaloglobus București (etapa I, 11 iulie 2025)[36]
- Cel mai rapid gol al sezonului: după un minut și 19 secunde –  David Miculescu pentru FCSB împotriva Farul Constanța (etapa a III-a, 26 iulie 2025)[37]
- Cel mai târziu gol al sezonului: după 102 minute și 50 de secunde –  Alin Roman pentru UTA Arad împotriva Universitatea Craiova (etapa I, 12 iulie 2025)[38]

#### Disciplină
- Primul penalti al sezonului:  Ștefan Baiaram (Universitatea Craiova) împotriva UTA Arad (etapa I, 12 iulie 2025)[38] (transformat)
- Cele mai multe penaltiuri într-un meci: 4 – Dinamo București vs. FCSB 4-3 (etapa a IV-a, 2 august 2025)[39]
- Primul cartonaș galben al sezonului:  Mouhamadou Drammeh (Universitatea Cluj) contra Metaloglobus București (etapa I, 11 iulie 2025)
- Primul cartonaș roșu al sezonului:  Victor Dican (Farul Constanța) contra Botoșani (etapa I, 14 iulie 2025)

#### Diverse
- Cel mai tânăr jucător pe teren: 15 ani, 8 luni și 14 zile –  Claudiu Stancu (Argeș Pitești) împotriva Universitatea Craiova (etapa a II-a, 18 iulie 2025)[40]
- Cel mai bătrân jucător pe teren: 39 de ani, 5 luni și 28 de zile –  Takayuki Seto (Argeș Pitești) împotriva Csíkszereda (etapa a IV-a, 2 august 2025)

## Legături externe
- Site web oficial